# 恰倫國家公園
恰倫國家公園是哈薩克的國家公園，位於該國東南部阿拉木圖州，成立於2004年2月23日，面積1,250平方公里，每年平均降雨量312毫米，有4種兩棲類、18種爬蟲類、100種鳥類和32種哺乳類動物棲息。